# Andreï Panine
Pour les articles homonymes, voir Panine.
Andreï Panine (en russe : Андре́й Па́нин), né le 28 mai 1962 à Novossibirsk et mort le 7 mars 2013  à Moscou, est un réalisateur et acteur de cinéma et de télévision russe.

## Biographie

### Enfance et études
Andreï Vladimirovitch Panine (en russe : Андре́й Влади́мирович Па́нин) est né à Novossibirsk. Deux ans après sa naissance, sa famille déménage à Tcheliabinsk puis, quand il a six ans, à Kemerovo où il vit jusqu'à l'âge de seize ans.
À la fin de ses études secondaires il s'inscrit à l'Institut de Technologie Alimentaire de Kemerovo d'où il sera chassé pour faute disciplinaire. Il a travaillé ensuite au théâtre de Minoussinsk après avoir obtenu son diplôme à l'Institut de la Culture de Kemerovo (ru). En 1986, il réussit le concours d'entrée de l'École-studio du Théâtre d'Art académique de Moscou à la quatrième tentative seulement, et, en 1991, en ressort diplômé (classe d'Aleksandr Kaliaguine). Il devient comédien du Théâtre d'art Anton Tchekhov. Il joue dans plusieurs mises en scène d'Oleg Tabakov.

### Carrière d'acteur
Il se fait connaître à la télévision grâce au 6e volet de la série Kamenskaïa (2011) où il joue Vladislav Stassov, un détective privé.
Au cinéma, il fait sa première apparition dans le film Straightway de Sergueï Tchliants en 1992, mais c'est avec les films Mama, Don't Cry de Maxime Pejemski (1997) et Mama de Denis Evstigneïev (1999) qu'il devient un acteur renommé.
En 2000, il joue dans Don't Offend the Women de Valeri Akhadov, La Noce de Pavel Lounguine (pour lequel il remporte le prix du meilleur acteur aux Golden Ram ainsi qu'au Festival du cinéma russe à Honfleur), et dans le triller de Alexander Atanesyan, 24 Hours.
En 2004, il remporte un Nika du meilleur second rôle masculin pour sa performance dans Le Costume de Bakhtiar Khudojnazarov, sorti le 30 avril 2003. Il sera également nommé à trois reprises pour un Aigle d'or du meilleur second rôle masculin, en 2005 pour A Driver for Vera de Pavel Tchoukhraï, en 2011 pour Kandahar d'Andreï Kavoune et, en 2012, pour La Horde d'Andreï Prochkine.

### Mort
Le corps de l'acteur est trouvé le 7 mars 2013 à 11 heures du matin à son appartement sur la perspective Balaklavski (Moscou) par son ami et collègue Guennadi Roussine. L'autopsie révèle que la mort causée par de nombreuses blessures est survenue la veille de la découverte du corps. L'enquête n'aboutissant pas, l'affaire sera classée en 2015. L'acteur est enterré au cimetière Troïekourovskoïe.

### Vie privée
Avec sa première femme Tatiana Frantsouzova, Andreï Panine a une fille Nadejda. Ensuite, il est marié avec l'actrice du théâtre d'art Natalia Rogojkina (ru). Ensemble ils ont deux fils, Alexandre né en 2001, et Piotr né en 2008.

## Filmographie partielle
- 1998 : Mama Don't Cry (Мама, не горюй) de Maksim Pejemski
- 1999 : Maman (Мама) de Denis Evstigneïev : père
- 2000 : La Frontière : Roman de taïga d'Alexandre Mitta : Viatcheslav Voron
- 2000 : L'Âge tendre de Sergueï Soloviov : capitaine Okunkov
- 2001 : La vie est pleine d’imprévus (Жизнь забавами полна) de Piotr Todorovski : Victor
- 2002 : Brigada d'Alexeï Sidorov : Volodia Kaverine
- 2002 : Spartacus et Kalachnikov (Спартак и Калашников) de Andreï Prochkine : directeur de l'orphelinat
- 2005 : Colin-maillard (Жмурки) de Alekseï Balabanov : architecte
- 2005 : Mama Don't Cry 2
- 2005 : Boxe de l'ombre (Бой с тенью, Boy s teniou)
- 2007 : Boxe de l'ombre 2 : La Revanche
- 2007 : Vnuk Gagarina (en tant que réalisateur)
- 2007 : Crime et Châtiment (ru) (téléfilm en huit parties) de Dmitri Svetozarov : Porphiri Petrovitch, juge d'instruction
- 2008 : Kamenskaïa  de Youri Moroz : Stassov (épisodes Requiem, Coauteurs et La Loi des trois dénis)
- 2010 : Kandahar d'Andreï Kavoune : Gotov
- 2010 : Soleil trompeur 2 de Nikita Mikhalkov : Kravets, le chef des pionniers
- 2011 : Generation P
- 2011 : Kamenskaïa 6 de Youri Moroz : Stassov (épisodes La Liste noire et Ressort pour piège à souris)
- 2011 : Shadowboxing 3: Last Round
- 2011 : Vyssotski. Merci d'être vivant : Nefedov, médecin personnel de Vyssotski
- 2012 : Breakaway
- 2012 : Rédemption
- 2012 : La Horde d'Andreï Prochkine : Tinibeg
- 2013 : Sherlock Holmes (Шерлок Холмс) d'Andreï Kavoune : Docteur Watson
- 2014 : Hétaïres de Major Sokolov de Bakhtiar Khudojnazarov : Major Sokolov